# Schizopelex pontica
Schizopelex pontica är en nattsländeart som beskrevs av Martynov 1913. Schizopelex pontica ingår i släktet Schizopelex och familjen krumrörsnattsländor. Inga underarter finns listade i Catalogue of Life.